# Amirzai Sangin
Amirzai Sangin, född 1949 i Urgun i Paktika i Afghanistan, är en afghansk politiker och sedan 2006 IT- och telekommunikationsminister i Afghanistan.
Amirzai Sangin är uppväxt i en familj med elva syskon. Han gick i grundskola först i Urgun och sedan i Gardez. Därefter tog han sin examen från Afghanistans Telecommunications Training Center (TTC). 1972 tog han en kandidatexamen i elektronik och kommunikation i Southern London University i Storbritannien. Åren 1975–1978 undervisade han i ämnet på TTC och 1978–1980 var han rektor på skolan. Sangin flydde till Sverige 1980 efter det att Sovjetunionen invaderat Afghanistan. Han bosatte sig sedan med sin familj i Malmö och arbetade därefter på Televerket och Telia med att bygga ut det svenska mobilnätet. Han återvände till hemlandet 2002 efter talibanernas fall, och blev 2006 utsedd till IT- och telekommunikationsminister i Afghanistan. 
Sangin är en av grundarna till Svenska Afghanistankommitténs lokalförening i Lund.
2012 var han sommarpratare i P1.